# ヤンヤンもぎたて族
『ヤンヤンもぎたて族』（ヤンヤンもぎたてぞく）は、1990年7月1日から同年9月23日までテレビ東京とテレビ北海道で放送されていた、SMAP司会のバラエティ番組である。通称「ヤンもぎ」もしくは「ヤンヤン」。放送時間は、テレビ東京・テレビ北海道ともに毎週日曜11:00 - 11:55（日本標準時）。

## 概要
かつて数多くのネット局で放送されていた『ヤンヤン歌うスタジオ』の復刻番組という位置付けでスタート。歌だけでなく、コントやコーナードラマも取り入れていたが、番組は3か月で終了した。
番組の終了後、替わって木曜18:30枠でSMAP司会の『満員御礼!学園キッズ』（後の『SMAPの学園キッズ』）がスタートした。また、20年半後の2011年4月には、土曜18:30枠でヤンヤンシリーズの第5作目にあたる『ヤンヤンJUMP』がスタートした。同番組は、SMAPの後輩グループであるHey! Say! JUMPが司会を務めており、番組スタートから半年後の同年10月からは、かつて本番組が放送されていた日曜11:00枠で放送されていた（こちらは本番組を同時ネットしていたテレビ北海道では半年間放送されていなかったが、2011年10月22日から土曜6:00枠で放送されることになった）。

## 出演者

### レギュラー
- SMAP
  - 中居正広
  - 木村拓哉
  - 稲垣吾郎
  - 森且行
  - 草彅剛
  - 香取慎吾

### 準レギュラー
- 光GENJI
  - 内海光司
  - 大沢樹生
  - 諸星和己
  - 佐藤寛之
  - 山本淳一
  - 赤坂晃
  - 佐藤敦啓（現・佐藤アツヒロ）
- 忍者
  - 柳沢超
  - 正木慎也
  - 遠藤直人
  - 高木延秀
  - 志賀泰伸
  - 古川栄司
- 中條かな子
- ホンジャマカ
  - 石塚英彦
  - 恵俊彰
- 塩沢とき

## テーマ曲
- CO CO RO（光GENJI） - 番組オープニングのBGMとして流れた。サビでバックコーラスが被らないなど、一部がレコードヴァージョンとは異なる。

| テレビ東京 日曜11:00 - 11:55枠                                                                                              | テレビ東京 日曜11:00 - 11:55枠                      | テレビ東京 日曜11:00 - 11:55枠 |
| 前番組 | 番組名                                              | 次番組                         |
| --- | --------------------------------------------------- | ------------------------------ |
| 朝シャン!音楽壱番館 （10:30 - 11:25）世界のペットたち （11:25 - 11:30 → 11:55 - 12:00へ移動）男のBEタイム （11:30 - 12:00） | ヤンヤンもぎたて族 （1990年7月1日 - 1990年9月23日） | 単発枠                         |